# 女猫 (1983年の映画)
『女猫』（めねこ）は、1983年12月公開の日本映画。にっかつロマンポルノエロス大作。カラー、ビスタ、86分。
1980年『ミスターどん兵衛』で初メガホンをとった山城新伍の第2回監督作品。医科大学の学長一族の悪事を暴き、復讐に挑む女医の活躍を描く。
それまで清純派女優として売り出していた早乙女愛の濡れ場演技で話題となり、4億5000万円の配給収入を記録した。
せんだみつおや片桐竜次など、山城人脈の役者が出演しているのも特徴。また山城と早乙女は公開同年の7月から翌年2月に放送のABC系『新ハングマン』で共演している。
封切時の併映は、『ファイナル・スキャンダル 奥様はお固いのがお好き』（小沼勝監督、五月みどり主演）。

## スタッフ
- プロデューサー - 岡田裕、沢井悠一
- 企画 - 大畑信政、進藤貴美男
- アシスタントプロデューサー - 新津岳人
- 原作 - 茜胡茄、川崎三枝子
- 脚本 - 内藤誠、桂千穂
- 撮影 - 前田米造
- 美術 - 菊川芳江
- 照明 - 川島晴雄
- 録音 - 木村瑛二
- 編集 - 鈴木晄
- 助監督 - 村上修
- 色彩計測 - 小川洋一
- 音楽 - 森本太郎
- ガン・コーディネーター - トビー門口
- 技斗 - 伊奈貫太
- 現像 - 東洋現像所
- 製作担当 - 服部紹男
- 監督 - 山城新伍

## キャスト
- 鏡美音子 - 早乙女愛
- 平塚琴枝 - 伊藤幸子
- シャーリー - 岩城滉一
- 入鹿太郎 - 名和宏
- 入鹿守 - 水上功治
- 神崎英子、神崎晶子 - 大塚良重
- 皆川あかね - 青木琴美
- 大林武彦 - 深江章喜
- トミィ - 美露
- 丈二 - せんだみつお
- 裕美 - 仁科まり子
- 三上 - 佐藤京一
- 安部 - 片桐竜次
- ジュリー - 沢まどか
- 刑事 - 高橋明
- 映画スター - 中原博美智

## 製作

### 企画
1983年秋、にっかつが山城新伍に「1984年の正月映画にいま最も魅力のある早乙女愛さんのヌードを、山城監督で」と依頼。当初の企画は藤本義一原作の『をんな指師』で、藤本の得意とするスリの話だったが、全然違うメスと肉体を武器に成り上がる女医の話になった。『女猫』というタイトルは、映画狂の山城が今まで観た映画の中で一番エロチックだと感じたフランソワーズ・アルヌール主演のフランス映画『女猫』からの命名。1983年10月18日に東京プリンスホテルで行われた製作発表の際は、あかね胡加・川崎三枝子共同原作の劇画『メス猫』の映画化と発表されていた。

### キャスティング
早乙女以外のキャスティングもほとんど山城がやり、知的な猥褻さを感じるという伊藤幸子、セクシーと思う大塚良重、男は日本の俳優で一番セクシーだと思う岩城滉一を選んだ。岩城はマカオグランプリに出走予定だったが、キャンセルして本作に出演した。

### 脚本
山城は東映時代から旧知の内藤誠と桂千穂に脚本を頼み、「『さらば愛しき女よ』と『グロリア』でお願いします」とだけ伝えた。 

### 撮影
山城監督は「愛ちゃんを攻めるには外堀から攻めるしかない」とソフトな部分の撮影から始め、三度登場の全裸シーンは最終日に一気に撮った。「お客をタてても自分がタってはいかん！」と早乙女のヌードに生唾を飲みながら何とか持ちこたえたという。「90分間全編が見せ場ですが、あえていえば早乙女愛が見せるバケモノみたいなオッパイかな。最低三回は勃起しまっせ(笑)。なにしろポルノ処女の彼女に騎乗位から濃厚なレズシーンまでやらせたんだから、起たなきゃ男じゃない(笑)。面白くなけりゃ、ゼニ返します！」などと豪語した。撮影を13日（1983年11月後半～12月初め）でやり遂げ、辻褄の合わない話を90分でまとめた手腕ににっかつ上層部が感心し、にっかつの専属監督として契約しないかと誘われた。
主演の早乙女愛は、それまで松竹専属のお嬢様女優イメージだったため、フルヌードの披露と大胆な濡れ場演技で大きな話題を呼んだ。1981年に日本でもアメリカ映画『グロリア』が公開されると、日本の女優も『グロリア』のジーナ・ローランズみたいな役を演じてみたいという者が増え、早乙女もその一人で『グロリア』を観て大感激し、「いつかこんな役をやってみたい」と夢見ていたところ、『新ハングマン』で共演していた山城から「女のハードボイルドをやらないか」と誘われ、ポルノのオファーに回りからも猛反対を受け迷ったが、『愛と誠』でデビューして10年が経ち、同作品のイメージが強く以降、深窓の令嬢タイプの役しか来ず、自身は飛んだり跳ねたり車を運転したりするのが好きな性格で、自分の性格とは違うイメージを背負わされ手探り状態が続いたため、年齢的にも心機一転したい時期でもあり「"和製グロリア"を演じられるなら」と承諾した。にっかつの成人映画で、監督もスケベで鳴らす山城新伍のため、早乙女も初ヌードとある程度の濡れ場は覚悟していたが「あそこまでやるとは思わなかった」と話している。
早乙女は1980年前後は「松坂慶子とただ2人の松竹専属女優」といわれていたが、『週刊現代』1984年3月3日号に「山城と早乙女は同じ事務所」という記述が見られるため、早乙女は当時は松竹から移籍していたのかもしれない。早乙女の胸が大きいことはそれまで一般には知られておらず、そのため本作での大胆ヌードは驚きもあり、多くのマスメディアに取り上げられた。おすぎは「事務所が一緒だから山城は早乙女のデカパイを世間に見せたかったのではないか」と話している。
早乙女は度胸よく脱いだことでこれ以降、各社オファーが殺到したが、それまでのお嬢さん役は全く来なくなった。しかしほどなく結婚し、映画出演は減った。

## リメイク
『女猫 美しき復讐者』（めねこ うつくしきふくしゅうしゃ）は、1992年に製作されたオリジナルビデオ。にっかつ80周年記念作品。可愛かずみ主演。

### キャスト
- 浅川麻衣：可愛かずみ - 山際病院に勤務する外科医。同じ医者であった亡き父譲りの正義感の持ち主。
- 久我：北詰友樹 - 麻衣の同僚であり恋人。
- 内村コウタ：大出俊 - 本牧のクラブのオーナーのほか不動産、画廊など手広く経営する実業家。その裏では麻薬密売ビジネスに手に染めている。
- 大島：高橋長英 - 厚生省の麻薬取締官。内村を調査している。
- 朴：梅津栄 - 中華街の骨董品店店主。麻衣の父の友人。「ボクさん」と慕う麻衣を娘のように可愛がっている。
- ユリ：篁友紀子 - 内村の愛人。クラブホステス。
- 相沢朱音 - 看護婦。
- 黒田：奥野匡 - 保守党の副幹事長。クラブの常連客。
- 西村淳二 - クラブの常連客・山本。
- 市川勇 - クラブの支配人。
- 荒木美操 - 内村の別荘地での愛人。

### スタッフ
- 監督：北畑泰啓
- 原作：茜胡茄、川崎三枝子
- 脚本：村橋明郎
- 撮影：鈴木耕一
- 選曲：山川繁
- 制作主任：吉岡享
- 助監督：八木潤一郎
- 宣伝プロデューサー：酒井雅之（にっかつビデオ）
- 制作進行：鈴木勇
- スタント：TEAM SHARKY
- 現像：東映化学
- プロデューサー：須藤穣（にっかつ）、山口豪（スタッフアズバーズ）
- 制作協力：スタッフアズバーズ